# Dolichopeza (Nesopeza) magnisternata
Dolichopeza (Nesopeza) magnisternata is een tweevleugelige uit de familie langpootmuggen (Tipulidae). De soort komt voor in het Oriëntaals gebied.